# Cleistanthus annamensis
Cleistanthus annamensis är en emblikaväxtart som beskrevs av François Gagnepain. Cleistanthus annamensis ingår i släktet Cleistanthus och familjen emblikaväxter.
Artens utbredningsområde är Vietnam. Inga underarter finns listade i Catalogue of Life.